# Arnold Aletrino
Arnold Aletrino (1 de abril de 1858, Amsterdã, Países Baixos, Holanda - 17 de janeiro de 1916, Chernez-sur-Montreux, Suiça) foi um antropólogo e escritor que publicou obras sobre a homossexualidade tanto na língua holandesa (ofic. neerlandesa) como na língua francesa. 
Pertenceu ao grupo Tachtigers, uma agremiação de escritores revolucionários holandeses que demonstravam desprezo ao formato por eles considerado como santarrão de prosa e poesia que predominava em meados do Século XIX entre os escritores holandeses vitorianos.

## Biografia
Arnold Aletrino nasceu em 1 de abril de 1858 em Amsterdã, filho de Salomon Aletrino e Selima Pineda, judeus sefarditas. 
Ainda enquanto era estudante de medicina ele fez amizade com Frederik van Eeden que era um reconhecido psiquiatra e um dos mais famosos Tachtigers. Em 1892 ele se casou com  Rachel Mendes da Costa, que se suicidou cinco anos depois. Mais tarde ele se casou com Jupie van Stockum. Aletrino jamais teve filhos. 
Entre 1889 e 1906 Aletrino publicou alguns romances e histórias sem grandes consequências. Nesta época ele trabalhou como doutor na cidade de Amsterdã, tratando especialmente os membros do corpo de bombeiros.
Aletrino passou seus últimos dias de vida ao lado de sua esposa na Suíça, vindo a falecer no dia 16 de janeiro de 1916, na localidade de Chernex-sur-Montreux, perto de Geneva, aos cinquenta e sete anos de idade. 

## Ativismo
Aletrino foi aluno de Cesare Lombroso, que procurou explicar a criminalidade à luz da degeneralização do sistema nervoso do ser humano. Discordou teoricamente de Lombroso sobre o tema da homossexualidade em um artigo publicado em holandês em 1897, no qual ele assegurou que a homossexualidade poderia ocorrer em pessoas perfeitamente saudáveis e normais. Em trabalhos posteriores Aletrino fez campanhas contra a legalização da intolerância e da proibição de gays na Europa.
Em 1901 Aletrino defendeu homossexuais no Quinto Congresso de Antropologia Criminal (Fifth Congress of Criminal Anthropology) que ocorreu em Amsterdã. Ele  foi acusado de ser um defensor da imoralidade. Mas Aletrino continuou toda a sua vida defendendo que era preciso haver uma atitude mais tolerante e compreensiva sobre o tema da homossexualidade. Em 1912 ele foi um dos contribuintes do ramo neerlandês do Scientific Humanitarian Committee, fundado na Alemanha em 1897 pelo pioneiro batalhador pelos direitos civis LGBTs na Europa, Magnus Hirschfeld.